# Микели, Изабелла
Изабе́́лла Ми́кели (итал. Isabella Micheli; род. 3 марта 1962 года в Комо, Италия) — итальянская фигуристка, выступавшая в танцах на льду c Роберто Пелиццоли, участница зимних Олимпийских игр 1984 года, бронзовый призёр зимней Универсиады 1983 года, 5-кратная чемпионка Италии.

## Спортивная биография
На международной арене Изабелла появилась весной 1979 года когда с Роберто Модони они выступали на юниорском чемпионате мира.
В начале сезона 1981/82 партнёром Изабеллы стал 23-летний Роберто Пелиццоли. И уже в 1983 году пара стала бронзовыми призёрами зимней Универсиады, а также стали 8-ми на чемпионате Европы. В 1984 году итальянская пара приняла участие в зимних Олимпийских играх в Сараево. По итогам трёх танцев Пелиццола и Микели заняли 15-е место. На чемпионате мира 1985 года Пелиццола вместе с Микели заняли 8-е место. Этот результат остался лучшим в карьере итальянки на мировых первенствах. По окончании сезона 1985/86 Микели завершила спортивную карьеру, а Пелиццола стал выступать в паре с Лией Тровати.
В настоящее время Микели работает судьёй на соревнованиях по фигурному катанию. Она была членом жюри в танцах на льду на зимних Олимпийских играх 2010 года в Ванкувере, чемпионатах мира (1997, 1998, 2000), чемпионате Европы 2017 года.

## Результаты
(С Пелиццоли)
| Соревнования            | 1981—1982 | 1982—1983 | 1983—1984 | 1984—1985 | 1985—1986 |
| ----------------------- | --------- | --------- | --------- | --------- | --------- |
| Зимние Олимпийские игры |           |           | 15        |           |           |
| Чемпионаты мира         | WD        | 11        | 13        | 8         | 10        |
| Чемпионаты Европы       | 13        | 8         | 10        | 7         | 7         |
| Чемпионаты Италии       | 1         | 1         | 1         | 1         | 1         |
| Золотой конёк Загреба   |           |           |           | 2         |           |
| Зимняя Универсиада      |           | 3         |           |           |           |

(С Морони)
| Соревнования                  | 1978—1979 |
| ----------------------------- | --------- |
| Чемпионаты мира среди юниоров | 16        |

- WD — снялись с соревнований